# 수사반장 트위스트 김
"수사반장 트위스트 김"(Dancing Cop Twist Kim)은 한국에서 제작된 김태윤 감독의 2002년 영화이다. 트위스트 김 등이 주연으로 출연하였고 서종환 등이 제작에 참여하였다.

## 출연

### 주연
- 트위스트 김
- 맹봉학

## 기타
- 조감독: 김서진
- 음향: 서석준
- 미술: 안지혜
- 분장: 류지현